# Weißenberg
Weißenberg, in alto sorabo Wóspork, è una città di 3 062 abitanti della Sassonia, in Germania.
Appartiene al circondario (Landkreis) di Bautzen (targa BZ).